# MNK Rugvica
Malonogometni klub "Rugvica" (MNK Rugvica; Rugvica) je futsal (malonogometni) klub koji sjedište ima u naselju Jalševec Nartski, općina Rugvica, Zagrebačka županija. 

## O klubu
Klub je osnovan 2012. godine. Od sezone 2013./14. klub je član "2. HMNL - Sjever", koju osvaja u sezoni 2015./16. 
U ljeto 2017. godine je klub donio odluku o raspuštanju i povlačenju iz ligaških natjecanja. 
 
2015. godine kadeti "Rugvice" su postali prvaci Hrvatske.

## Uspjesi
2. HMNL - Sjever
- prvak: 2015./16.
- doprvak: 2013./14., 2014./15.

prvenstvo Hrvatske za kadete
- prvak: 2015./16.

## Plasmani po sezonama
| sezona    | rang    | liga             | poz.    | klubova u ligi | ut      | pob     | ner     | por     | gol+    | gol-    | bod     | doigravanje | napomena         | izvori  |
| Rugvica   | Rugvica | Rugvica          | Rugvica | Rugvica        | Rugvica | Rugvica | Rugvica | Rugvica | Rugvica | Rugvica | Rugvica | Rugvica     | Rugvica          | Rugvica |
| --------- | ------- | ---------------- | ------- | -------------- | ------- | ------- | ------- | ------- | ------- | ------- | ------- | ----------- | ---------------- | ------- |
| 2013./14. | II.     | 2. HMNL - Sjever | 2.      | 5              | 12      | 7       | 2       | 3       | 61      | 41      | 23      |             |                  |         |
| 2014./15. | II.     | 2. HMNL - Sjever | 2.      | 8              | 13      | 10      | 0       | 3       | 69      | 37      | 30      |             |                  |         |
| 2015./16. | II.     | 2. HMNL - Sjever | 1.      | 8              | 14      | 12      | 0       | 2       | 98      | 42      | 36      |             | kval. za 1. ligu |         |
| 2016./17. | II.     | 2. HMNL - Sjever | 5.      | 8              | 14      | 6       | 0       | 8       | 59      | 52      | 18      |             |                  |         |
|           |         |                  |         |                |         |         |         |         |         |         |         |             |                  |         |
|           |         |                  |         |                |         |         |         |         |         |         |         |             |                  |         |
|           |         |                  |         |                |         |         |         |         |         |         |         |             |                  |         |

## Unutrašnje poveznice
- Jalševec Nartski
- Rugvica

## Vanjske poveznice
- mnkrugvica.hr, wayback arhiva
- crofutsal.com, MNK Rugvica
- nsds.hr (Nogometno središte Dugo Selo), Malonogometni klub Rugvica  Arhivirana inačica izvorne stranice od 7. kolovoza 2019. (Wayback Machine)